# 무로란 8경

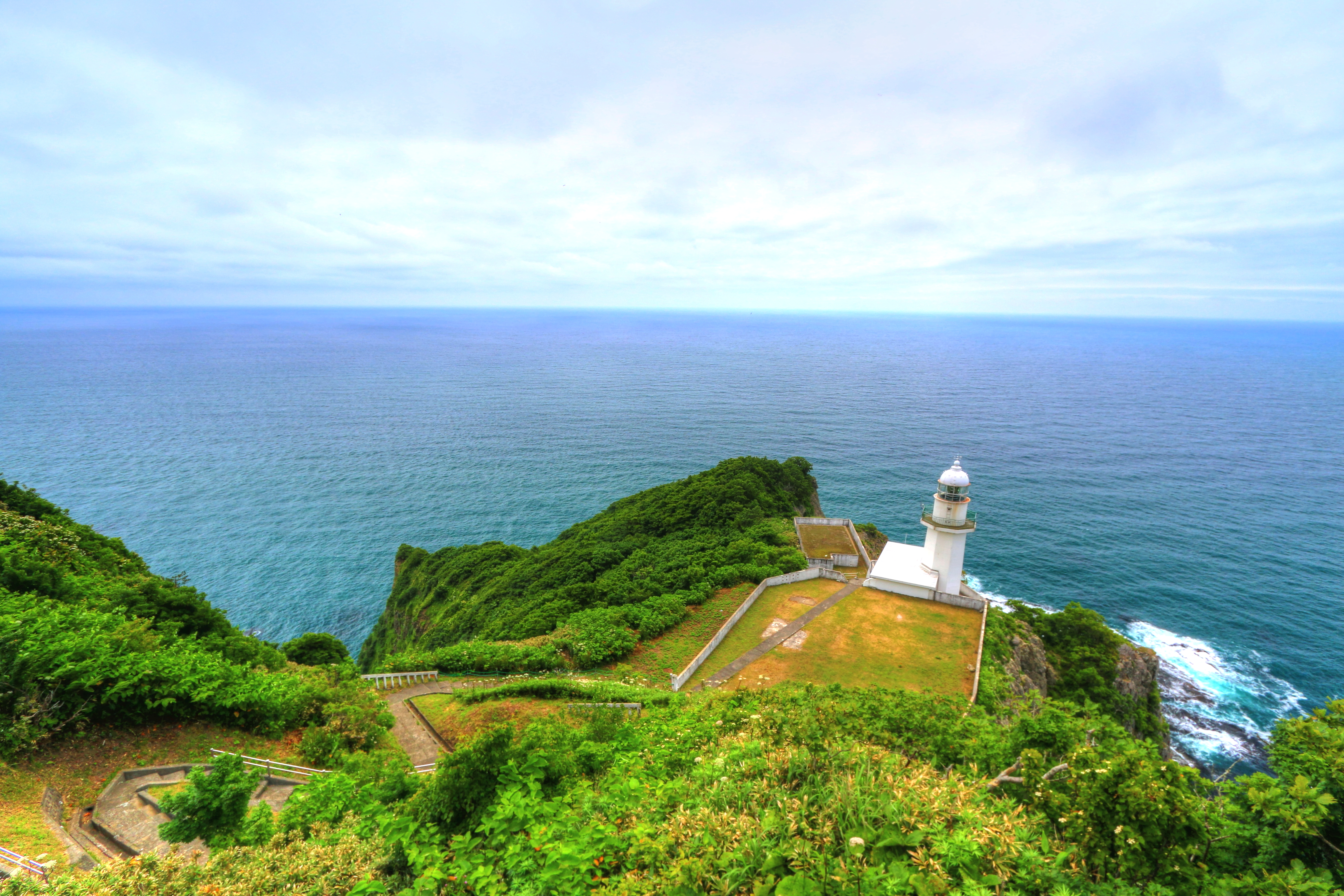
무로란 8경 중 가장 잘 알려진 지큐미사키의 모습.

무로란 8경(일본어: 室蘭八景, むろらんはちけい 무로란 하치케이[*])은 일본 홋카이도 도오 지방에 위치한 공업 도시인 무로란시를 대표하는 8개의 자연 경관을 함께 아울러 이르는 명칭이다. 1970년 시민들의 투표로 결정된 무로란 8경은 항구의 야경 등 인공적인 구조물로부터 나오는 경관이 포함되기도 하지만, 지큐미사키를 중심으로 바다와 산이 어우러진 자연의 풍광이 주로 명단에 담겼다.

## 개요
무로란 8경은 여러 해안 지형이 발달한 경관 특성을 비롯해, 1872년 개항을 시작으로 신일본철강 등 철강 산업을 중심으로 한 중공업 산업이 발달해 있는 무로란시의 특성이 함께 반영된 복합적인 관광지이다. 특히 경관의 경우 홋카이도 서남부 지역에 위치한 '에토모 반도'(ja:絵鞆半島)에 인접한 지역에서 찾아볼 수 있는데, 에토모 반도는 동쪽으로는 태평양, 서쪽으로는 우치우라만을 접하고 있어 대양, 그리고 내해를 접한 해안 지형의 특성을 모두 잘 나타내고 있다.
특히 무로란 8경에 포함된 자연 지형의 경우. 해당 지역의 원주민이었던 아이누족에 의해 지형의 이름이 지어진 것을 현대 일본어로 음차하거나, 아이누어의 발음을 살린 경우도 많다. 톳카리쇼의 경우 '투카리쇼(トゥカリショ)', 즉 '바다표범 바위'라는 뜻의 아이누어에서 발현한 이름이고, 지큐미사키의 경우 현대 일본어로는 '지구 곶'이라는 의미로 음차가 되었으나, 아이누어인 '포로치케웨(ポロチケウェ)', 풀이하면 '부모가 있는 낭떠러지'에서 유래한 이름이다. 또한 마스이치하마의 경우 아이누어 '마스이치세(マスイチセ, 괭이갈매기의 집)'에서 비롯했다. 이렇듯 지형에 붙은 아이누어의 흔적을 통해 해당 지형의 내력이나 역사 등을 살필 수 있다. 이러한 지형의 내력을 고려한 일본 문화청은 2012년 아이누 문화에서 유래하는 명승인 '피리카노카'(일본어: ピリカノカ, 아이누어로 '아름다운 형태'라는 뜻)에 무로란 8경에 포함된 명소를 지정하기도 했는데, 지큐미사키를 비롯해 마스이치하마, 톳카리쇼와 무로란 8경에 포함되지 않았지만 무로란의 주요 명소 중 한 곳인 하루카라모이까지 4곳이 '에토모 반도 외해안'이라는 이름으로 피리카노카에 지정했다.
해당 8개소의 풍광은 무로란시를 넘어 홋카이도의 대표적인 관광 명소로서 많은 관람객이 무로란시를 찾게끔 하는 요인이 되고 있다. 특히 무로란 8경 중 가장 대중의 인지도가 높은 지큐미사키의 경우, 1985년에 아사히 신문이 선정한 "홋카이도의 자연 100선" 목록의 1위, 1987년 요미우리 신문이 선정한 "신일본 관광지 100선"의 1위에 등재되며 유명세를 타기도 했다.

## 무로란 8경 일람
- 무로란항(室蘭港)의 야경
- 소쿠료잔(測量山, 측량산)의 전망
- 흑백합이 피는 시기의 다이코쿠지마(大黒島)
- 에토모미사키(絵鞆岬)의 경관
- 킨뵤부・긴뵤부(金屏風・銀屏風, 금병풍・은병풍)의 단층애
- 마스이치하마(マスイチ浜, 마스이치 해변)의 외해전망
- 지큐미사키(地球岬, 지구 곶)
- 톳카리쇼(トッカリショ)의 절경

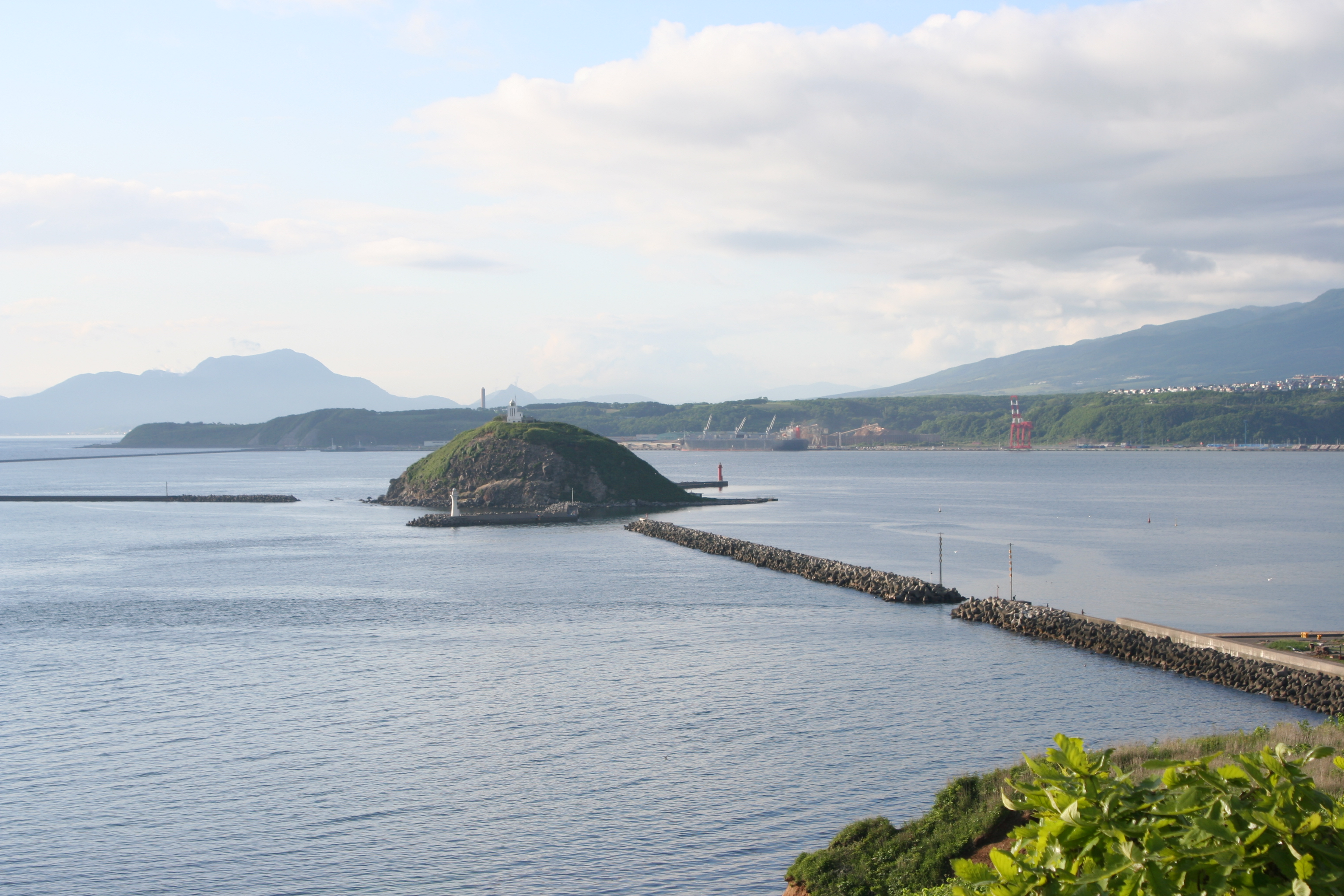
다이코쿠지마
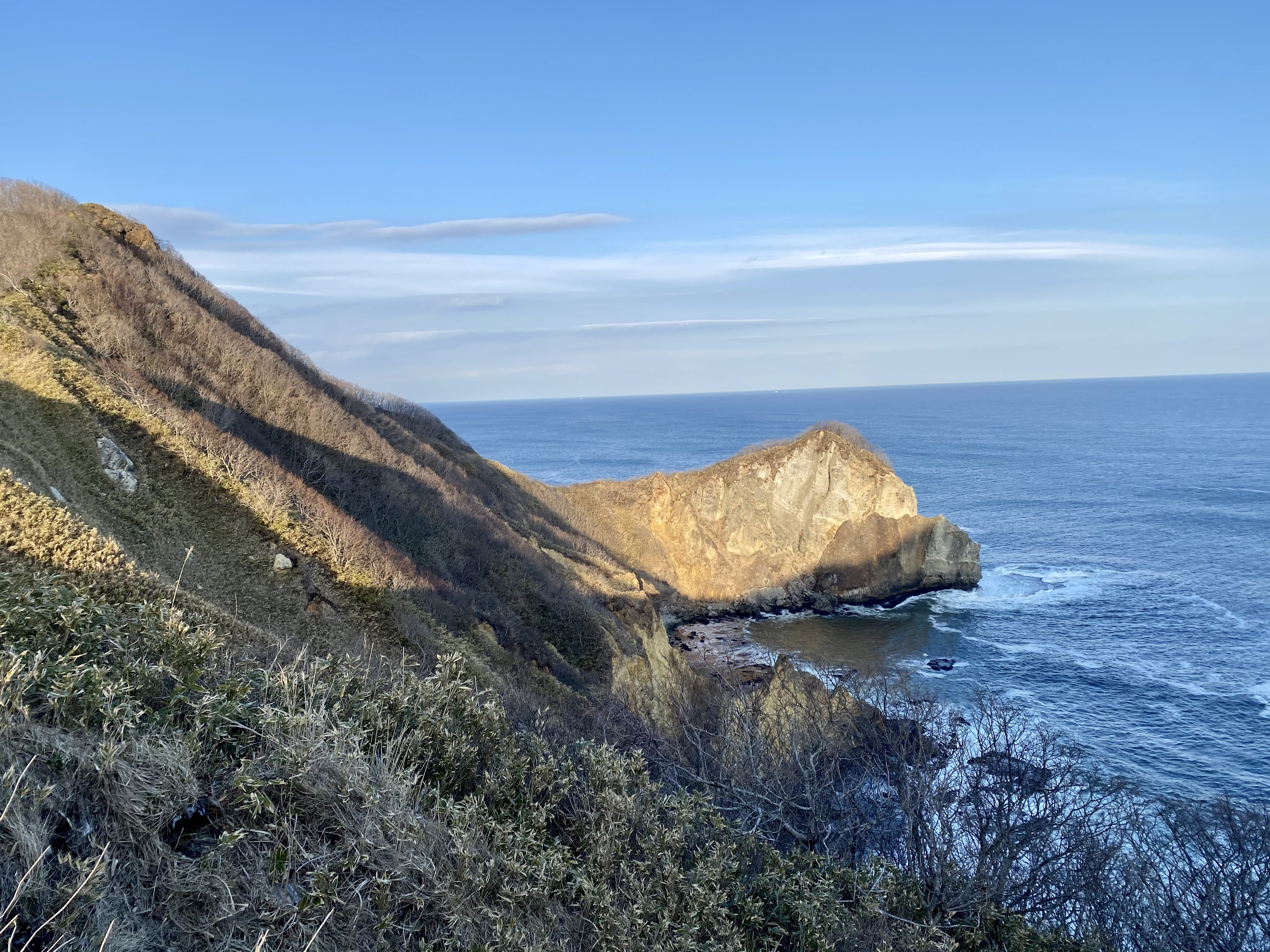
킨뵤부
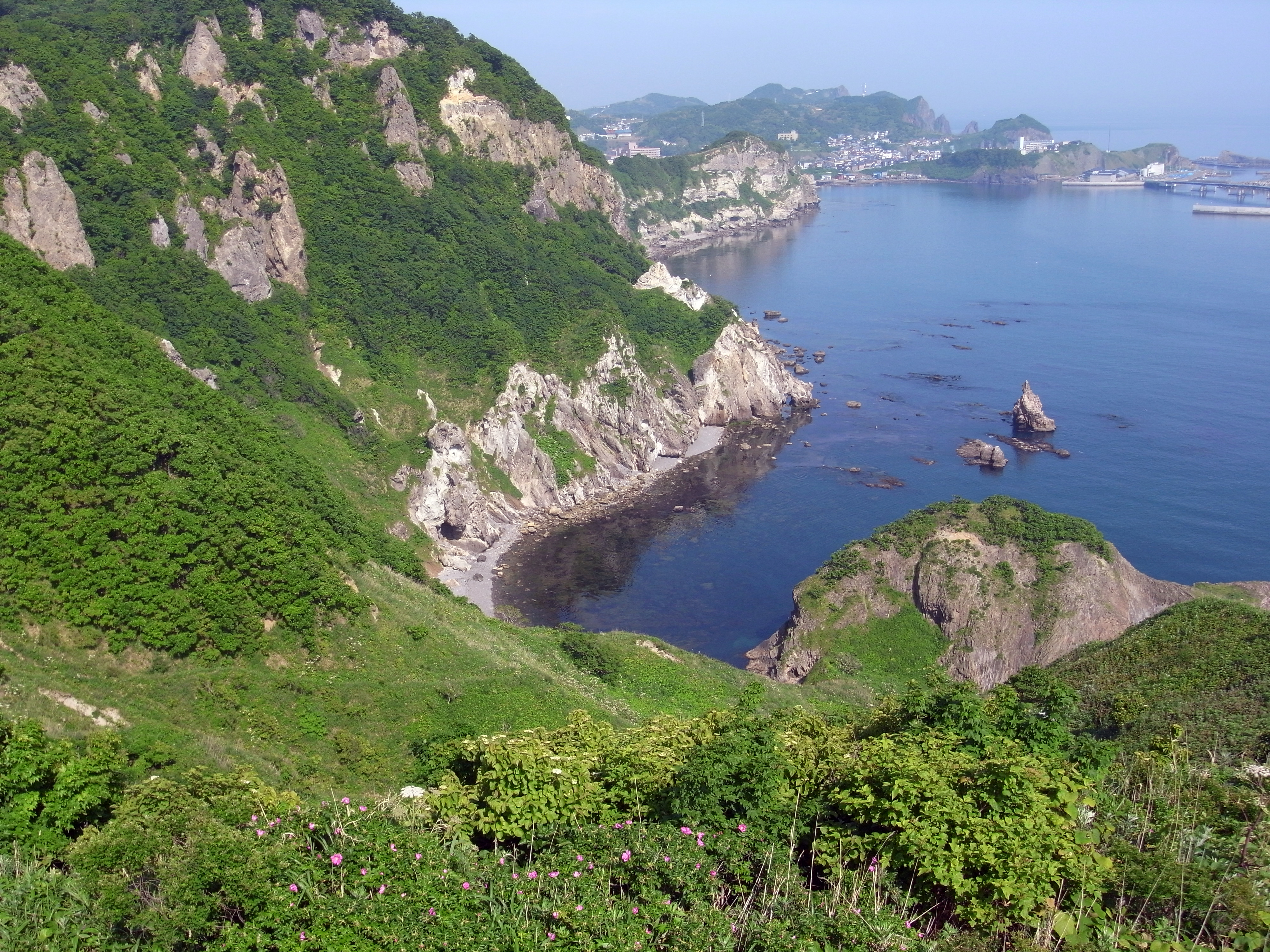
마스이치하마
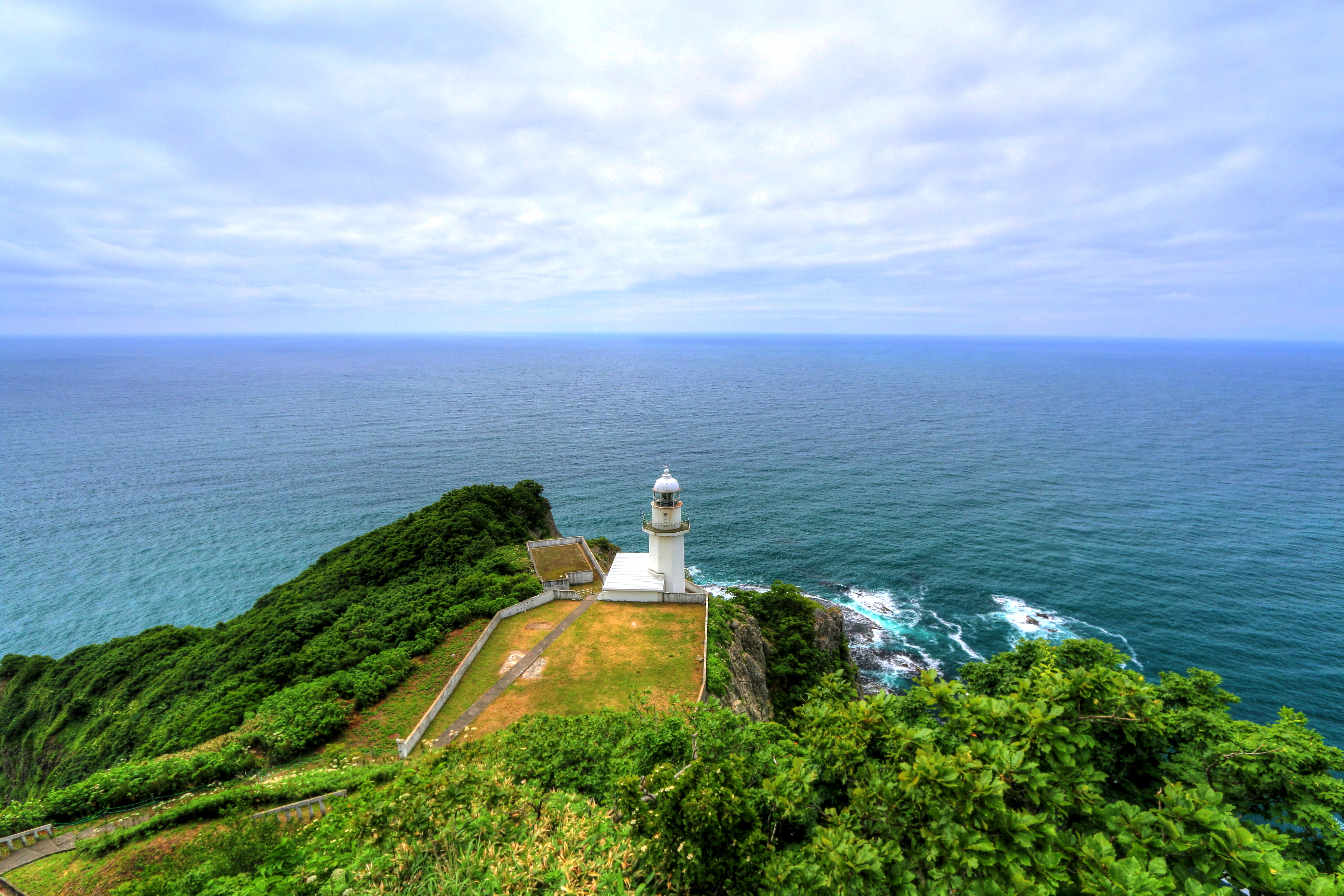
지큐미사키
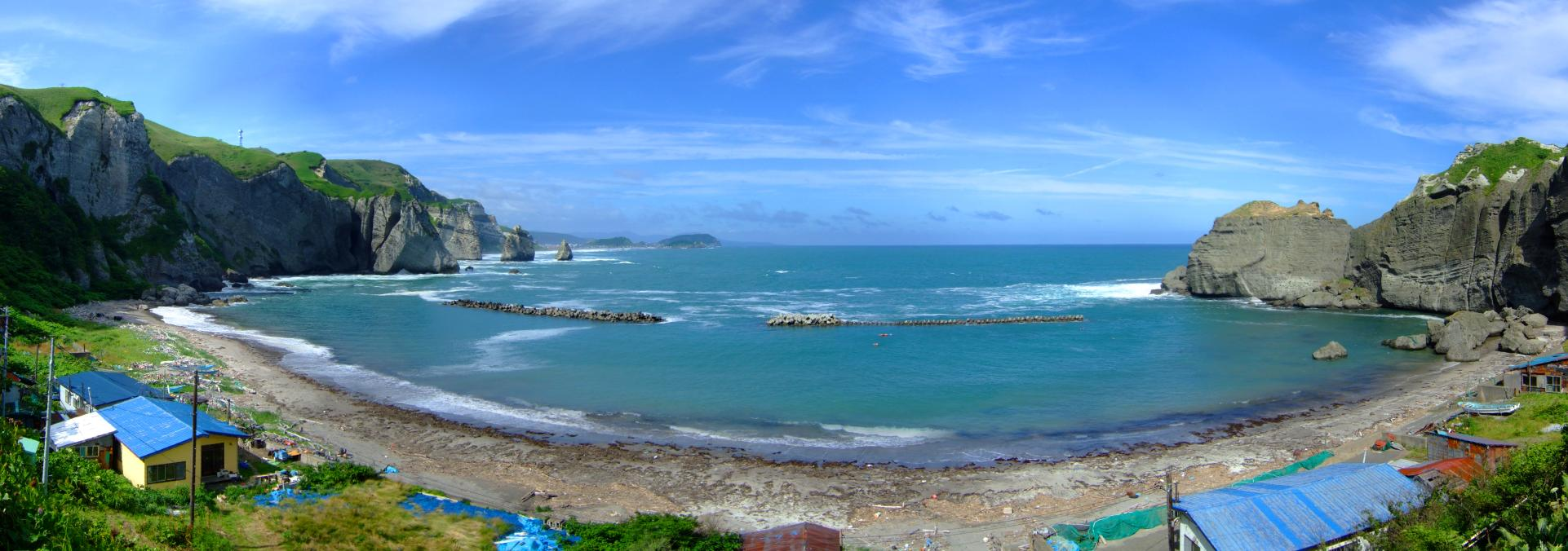
톳카리쇼

## 같이 보기
- 무로란시
- 하쿠초 대교